# Trono do Pavão

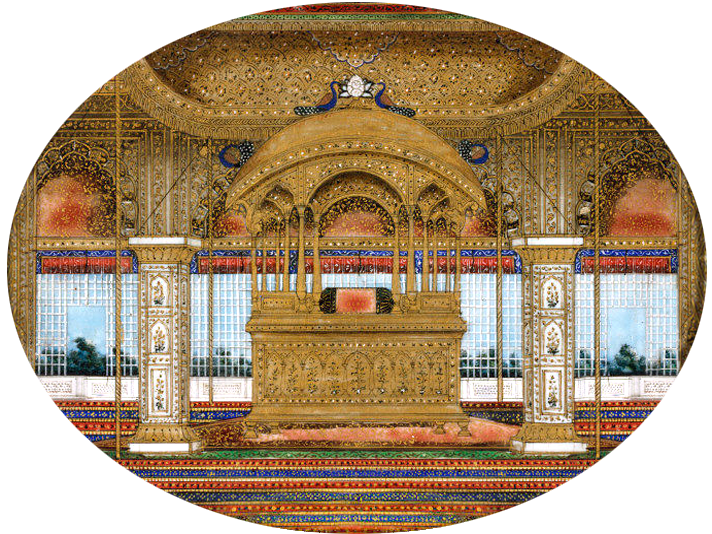

Trono do Pavão foi um famoso trono de jóias usado pelos imperadores do Império Mogol que conquistaram o norte da Índia. Foi encomendado no início do século XVII pelo imperador Shah Jahan e foi colocado no Forte Vermelho de Deli. O trono original foi posteriormente capturado e levado como um troféu de guerra em 1739 pelo rei persa Nadir Shah, e depois disso desapareceu. Um trono substituto, baseado no original, foi encomendado depois e existiu até a Rebelião Indiana de 1857.